# Trichadenia zeylanica
Trichadenia zeylanica är en tvåhjärtbladig växtart som beskrevs av Thw.. Trichadenia zeylanica ingår i släktet Trichadenia och familjen Achariaceae. Inga underarter finns listade i Catalogue of Life.